# Лаутербах (Шварцвальд)
Лаутербах (нем. Lauterbach) — община в Германии, в земле Баден-Вюртемберг.
Подчиняется административному округу Фрайбург. Входит в состав района Ротвайль. Население составляет 3006 человек (на 31 декабря 2010 года). Занимает площадь 19,95 км².

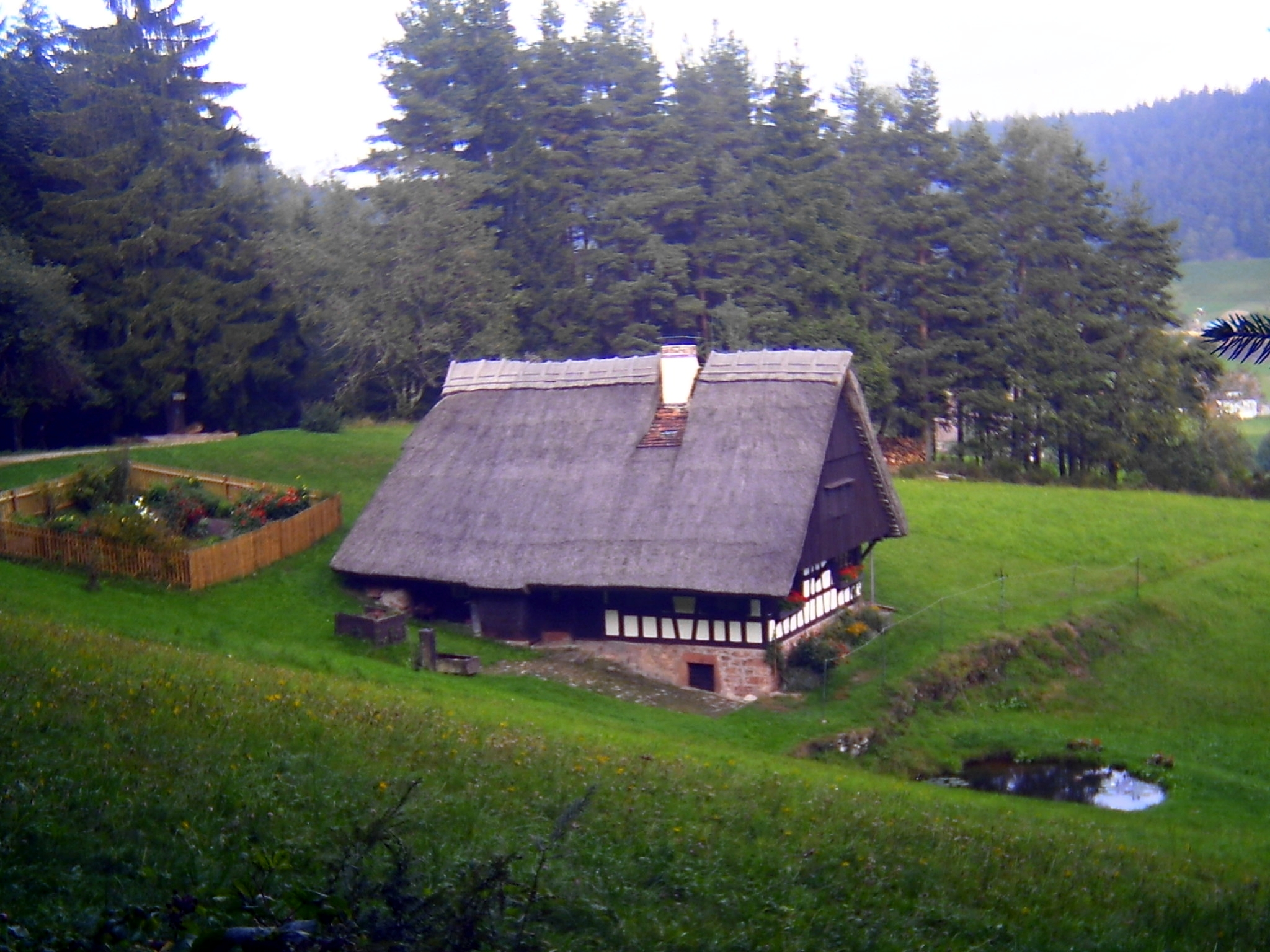
Лаутербах (Шварцвальд)
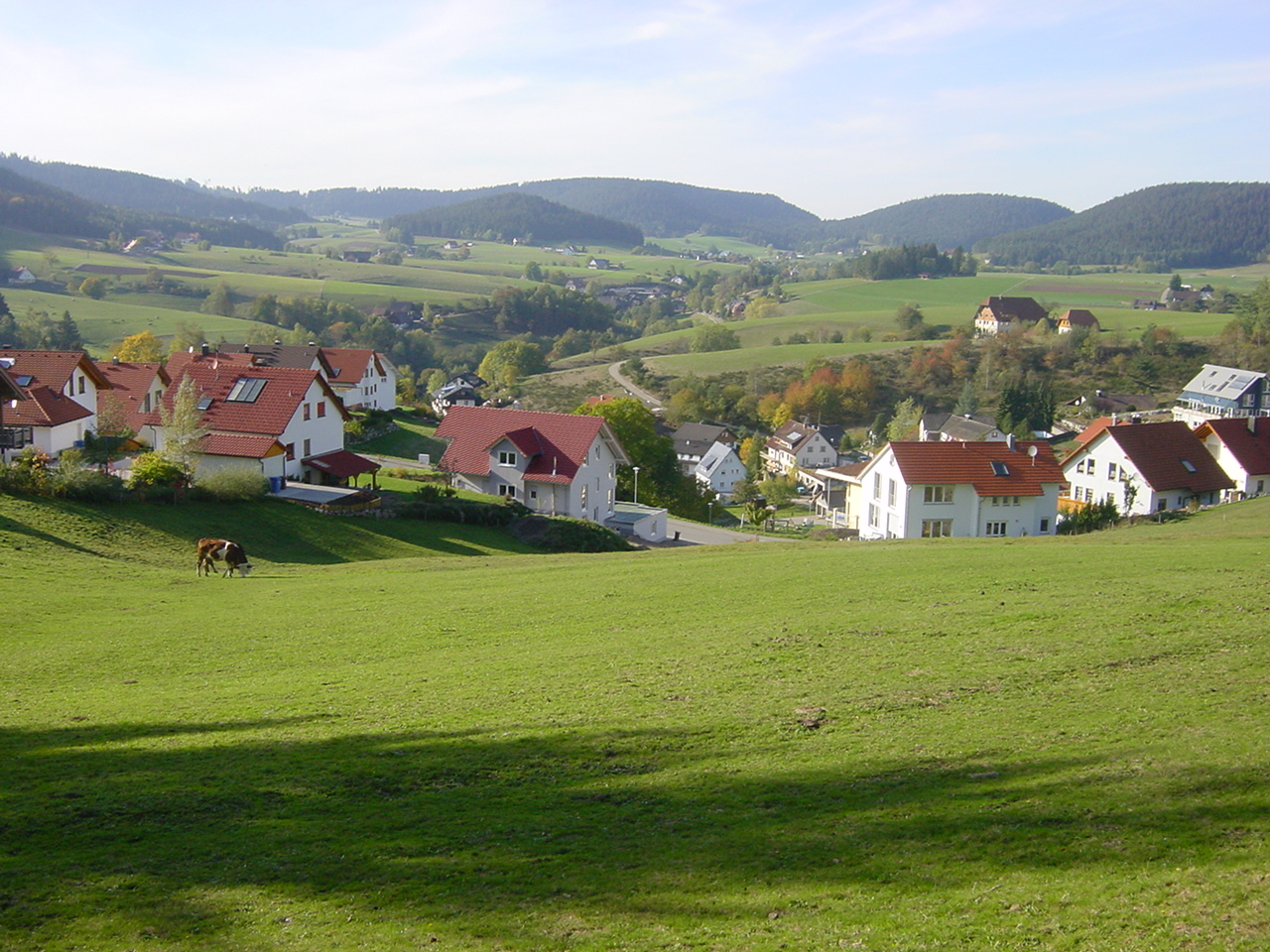
Лаутербах (Шварцвальд)
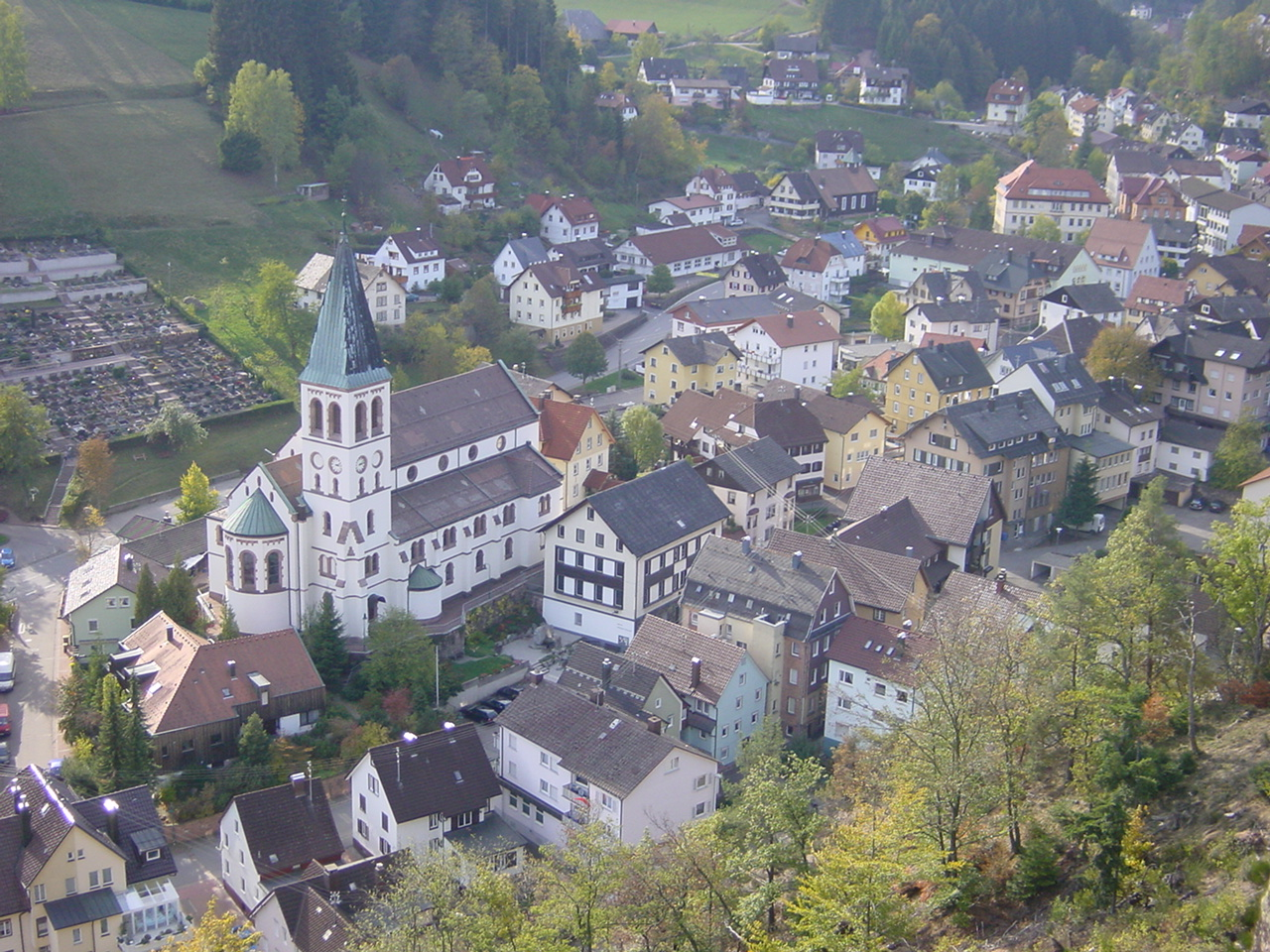
Lauterbach